# 게임코치
게임코치(GAME COACH)는 대한민국의 카트라이더 러쉬플러스 프로게임단이다.

## 연혁
- 2021년 6월 26일: Optimal 창단
- 2021년 9월 27일: 게임코치아카데미와 합병 및 LVUP.GG로 팀명 변경[1]
- 2022년 2월 4일: GAME COACH로 팀명 변경[2]

## 소속 선수
- 감독 : (공석)

| 이름   | 아이디   | 포지션        | 비고 |
| ------ | -------- | ------------- | ---- |
| 민기   | RUNMINGI | 스피드 에이스 | 주장 |
| 박상원 | RAMGONG  | 러너          |      |
| 최림   | LIMIT    | 미들          |      |
| 박효준 | ROXY     | 스위퍼        |      |
| 신정원 | JUNGWON  | 아이템 에이스 |      |

## 주요 성적

### 팀전
- 2021 신한은행 헤이영 카트라이더 러쉬플러스 리그 시즌 2 준우승
- 2022 신한은행 헤이영 카트라이더 러쉬플러스 리그 시즌 1 준우승
- 2022 신한은행 쏠 카트라이더 러쉬플러스 리그 시즌 2 준우승
- 카트라이더 러쉬플러스 레전드 챔피언십 준우승

### 개인전
- 2021 신한은행 헤이영 카트라이더 러쉬플러스 리그 시즌 2 우승 (RUNMINGI)
- 2021 신한은행 헤이영 카트라이더 러쉬플러스 리그 시즌 2 4위 (RAMGONG)
- 2021 신한은행 헤이영 카트라이더 러쉬플러스 리그 시즌 2 6위 (LIMIT)
- 2022 신한은행 헤이영 카트라이더 러쉬플러스 리그 시즌 1 준우승 (LIMIT)
- 2022 신한은행 헤이영 카트라이더 러쉬플러스 리그 시즌 1 7위 (RAMGONG)
- 2022 신한은행 헤이영 카트라이더 러쉬플러스 리그 시즌 1 9위 (RUNMINGI)
- 2022 신한은행 쏠 카트라이더 러쉬플러스 리그 시즌 2 4위 (RUNMINGI)
- 2022 신한은행 쏠 카트라이더 러쉬플러스 리그 시즌 2 6위 (LIMIT)
- 2022 신한은행 쏠 카트라이더 러쉬플러스 리그 시즌 2 10위 (RAMGONG)
- 2022 신한은행 쏠 카트라이더 러쉬플러스 리그 시즌 2 16위 (ROXY)
- 카트라이더 러쉬플러스 레전드 챔피언십 우승 (RAMGONG)
- 카트라이더 러쉬플러스 레전드 챔피언십 3위 (RUNMINGI)
- 카트라이더 러쉬플러스 레전드 챔피언십 4위 (LIMIT)